# Borough Green
Borough Green – wieś w Anglii, w hrabstwie Kent, w dystrykcie Tonbridge and Malling. Leży 16 km na zachód od miasta Maidstone i 39 km na południowy wschód od centrum Londynu.